# Segunda División de Basquetbol de Chile
La Segunda División de Basquetbol de Chile (LNB2) è il secondo livello del campionato di pallacanestro del Cile; ha un carattere semi-professionistico, ed è organizzata dalla Federazione cestistica del Cile. Al termine di ogni stagione assegna la promozione per il massimo campionato nazionale, la Liga Nacional de Básquetbol de Chile.

## Storia
È stata creata nella stagione 2017, con l’obiettivo di istituire una seconda categoria che permettesse la promozione alla Liga UNO. Nella sua prima edizione, i club furono divisi in due conferenze: Centro e Sud. Queste erano composte da squadre che avevano presentato domanda di partecipazione al campionato e dalle due retrocesse dalla Liga Nacional de Básquetbol de Chile della stagione precedente.
Nella stagione 2019 fu sospesa la Conferenza Sud, poiché alcune squadre non disponevano dei fondi necessari per sostenere le spese richieste dalla lega. Di conseguenza, si disputò solo il torneo della Conferenza Centro, nel quale trionfò la squadra dell’Español de Talca.

## Formato
Nella stagione 2025, il torneo si articola in due fasi: una Fase Regolare e una Fase Playoff.
Fase Regolare
In questa fase, le 20 squadre partecipanti sono suddivise in 4 gruppi da 5 club ciascuno, che si affrontano con il sistema del girone all’italiana a due turni (andata e ritorno).
Al termine di questa fase:
- I primi 4 classificati di ciascun gruppo accedono alla Fase Playoff.
- L’ultima classificata di ogni gruppo partecipa al Play-Out, che stabilirà le due retrocessioni di categoria.

Fase Playoff
I 16 club qualificati dalla Fase Regolare disputano i quarti di finale zonali. I vincitori di questi scontri avanzano alle semifinali zonali. Le 4 squadre vincitrici si affrontano nelle finali zonali, da cui emergono 2 finaliste che si giocano la finale nazionale.
Tutti gli scontri sono disputati al meglio delle 3 partite, tranne la Finale Nazionale, che si gioca al meglio delle 5 partite.
La squadra vincitrice della finale nazionale ottiene la promozione alla Liga Uno.

## Squadre partecipanti
Di seguito l'elenco delle 20 squadre che hanno preso parte all'edizione 2025.
| Squadra                   | Allenatore                 | Arena                              | Capacità | Spon. Tecnico | Spon. Ufficiale             |
| ------------------------- | -------------------------- | ---------------------------------- | -------- | ------------- | --------------------------- |
| Alemán de Concepción      | Jaime Urrutia              | Polideportivo Alemán Otto          | 400      | Zeus Sport    |                             |
| Árabe de Valparaíso       | Marcelo Gallegos           | Fortín Prat                        | 3.000    | Zeus Sport    | Yako´s                      |
| CD Arturo Prat            | Víctor Ríos Cortés         | Arturo Prat                        |          | Zeus Sport    | Hotel Club                  |
| Deportivo Boston College  | Benjamín Gasc              | Boston College                     | 3.000    | Playoff       | Clínica Meds                |
| CDSB Constitución         | Alejandro Iturra           | Enrique Donn Müller                | 2.000    | Zeus Sport    | Demotron                    |
| Club Brisas               | Javier Escobar             | Club Brisas                        | 800      | Zeus Sport    | Sodimac                     |
| Huachipato                | Gabriel Schamberger        | CAP Huachipato                     | 1.000    | TDeportes     |                             |
| Deportivo Illapel         | Gustavo Ciriacci           | Polideportivo Municipal de Illapel |          | Playoff       | Illapel Municipalidad       |
| Liceo de Curicó           | Cristian Figueroa          | Abraham Milad                      | 4.000    | KAIF          | Gobierno Regional del Maule |
| Luis Matte Larraín        | Mauricio Flores            | Carlos Flores Cepeda               |          | Deusport      | CMPC                        |
| Municipal Chillán         | Cristian Espinoza          | Casa del Deporte de Chillán        | 1.300    | Zeus Sport    | Oh my cat!                  |
| Deportivo Omega           | Alain Jaccard              | UC Santísima Concepción            |          | Playoff       | Omega TV                    |
| Puerto Montt Basquetbol   | Martín Jaimez              | Municipal Mario Marchant Binder    | 2.000    | Zeus Sport    | Coolbet                     |
| Quilpué Basquetbol        | Álvaro García              | Fortín Prat                        | 3.000    | Zeus Sport    | Zargo                       |
| Regional Temuco           | Álvaro Acuña Cid           | Coliseo Universidad Autónoma       | 1.000    | Zeus Sport    | Temuco Municipio            |
| Deportivo Sergio Ceppi    | Matías Vergara Soria       | Sergio Ceppi                       | 500      | Real Sport    |                             |
| Stadio Italiano           | José Campos Salgado        | Stadio Italiano                    | 500      | Zeus Sport    | Bonisimo                    |
| The Shark´s               | Carlos Órdenes             | José Iglesias                      | 1.200    | Agora Sport   | Municipalidad de La Serena  |
| Tinguiririca San Fernando | Guillermo Duarte Zecchetto | Municipal de San Fernando          | 1.500    | Deusport      | Heladería Bristol           |
| Truenos de Talca          | Carlos Morales Órdenes     | Manuel Herrera Blanco              | 4.500    | Zeus Sport    | Corporación Deportes Talca  |

## Albo d'oro
| Stagione | Campione                                             | Risultato                                            | Finalista                                            |                                                      |
| 2017     | Deportivo Boston College                             | 90-70                                                | Puerto Varas                                         |                                                      |
| 2018     | Puerto Montt                                         | 3-0                                                  | Municipal Quilicura                                  |                                                      |
| 2019     | Español de Talca                                     | Formato a girone                                     | Deportivo Sergio Ceppi                               |                                                      |
| 2020     | Stagione sospesa a causa della Pandemia da COVID-19. | Stagione sospesa a causa della Pandemia da COVID-19. | Stagione sospesa a causa della Pandemia da COVID-19. | Stagione sospesa a causa della Pandemia da COVID-19. |
| 2021     | Tinguiririca San Fernando                            | 2-1                                                  | Deportivo Manquehue                                  |                                                      |
| 2022     | Español de Osorno                                    | Formato a girone                                     | Sportiva Italiana                                    |                                                      |
| 2023     | Liceo Pablo Neruda                                   | 3-1                                                  | Sportiva Italiana                                    |                                                      |
| 2024     | Colo-Colo                                            | 3-0                                                  | Stadio Italiano                                      |                                                      |
| 2025     | Puerto Montt Basquetbol                              | 3-1                                                  | Deportivo Boston College                             |                                                      |

## Titoli per squadra
| Squadra                   | Titoli | Finali |
| ------------------------- | ------ | ------ |
| Deportivo Boston College  | 1      | 1      |
| Puerto Montt              | 1      | -      |
| Español de Talca          | 1      | -      |
| Tinguiririca San Fernando | 1      | -      |
| Español de Osorno         | 1      | -      |
| Liceo Pablo Neruda        | 1      | -      |
| Colo-Colo                 | 1      | -      |
| Puerto Montt Basquetbol   | 1      | -      |
| Sportiva Italiana         | -      | 2      |
| Puerto Varas              | -      | 1      |
| Municipal Quilicura       | -      | 1      |
| Deportivo Sergio Ceppi    | -      | 1      |
| Deportivo Manquehue       | -      | 1      |
| Stadio Italiano           | -      | 1      |